# Carlo Riccardi (1923-2012)
Carlo Riccardi (Corvino San Quirico, 5 marzo 1923 – Voghera, 9 novembre 2012) è stato un pittore italiano e decoratore di cappelle.
Proveniente da una famiglia di artigiani, terminate le scuole impara il mestiere di decoratore di stanze e di cappelle. Molte cappelle da lui decorate sono situate nell'Oltrepò Pavese (territorio a sud del fiume Po, in provincia di Pavia).
Partecipa alla seconda guerra mondiale (esiste uno scritto da lui redatto sulla sua esperienza, durante il conflitto) e, una volta terminata, si dedica in modo
approfondito allo studio della pittura
Decolla, così, la sua vita artistica ed inizia a partecipare a diverse collettive
e personali.
Le sue opere sono presenti in diverse collezioni pubbliche e private, in Italia e all'estero.
Trascorre gran parte della sua vita a Casteggio e gli ultimi anni a Borgo Priolo (entrambi comuni pavesi).

## Riconoscimenti
- Voghera, 1950
- Terni, 1952 (Premio Terni)
- Campobasso, 1959
- S.Donato Milanese, 1963
- Roma, 1965 (premio Cadaim)
- S.Giuletta ,1965 (premio acquisto)
- Lomello,,1969
- S.Margherita Ligure, 1969
- S.Margherita Ligure, 1971
- Bressana(premio acquisto)
- Casteggio, 1971 ("Casteggiamo")
- Gallarate, 1971 (premio acquisto)
- Pavia, 1974
- premio Viareggio
- Nizza, 2006
- Sirmione, 2006 (leone d'oro)
- Portovenere, 2006

e altri premi in: coppe, targhe, medaglie.

## Mostre collettive
- Ravenna
- Terni
- Suzzara
- Vado Ligure
- Milano
- Vigevano
- Foggia
- Roma
- Trieste
- S.Benedetto del Tronto
- Rimini
- Copparo
- Dalmine
- Arezzo
- Zurigo
- Toronto
- Pavia
- Genova
- S.Margherita Ligure
- Gallarate
- Broni
- Casteggio
- Morazzone
- Cremona
- Como
- Garlasco
- Sondrio
- Presente a "Contemporanea'99" (ottenendo diversi premi).

## Mostre personali
- Trieste 1959-1962-1965
- Roma 1960
- Milano 1963-1982
- Casteggio 1965-1967-1984-1986-2005
- Varese 1965-1966-1976
- Rogoredo 1966
- Genova 1967
- La Spezia 1967
- Arezzo 1968
- Voghera 1969-1978-1994
- Brescia 1971
- Rapallo 1976
- Stresa 1979
- Stradella 1981
- Tortona 1982
- Piacenza 1987
- Ferrara 1991
- Pavia 1992
- Broni 2000

## Citato da...
C.Toumarinson, Giulio Montenero, M.Longhi, Salvatore D'Amico, A.M.Secondino, Giorgio Giorgi, Marco Ferrari, P.Zanchi, V.Gubitosi, M.Pavlin, D.Gioseffi, E.Nicotra,T.Giudice, A.Guarnaschelli, A.Mirarchi, E.Molinari, F.Piccinini, A.Malatesta, E.Concarotti, G.Balestrero, G.Barbieri, M.Bombie, A.Freschi, E.Marcianò, S.Brondoni, P.Bisio, A.Raffinetti, P.E.Malinverni, G.Falossi, M.Fabretti, P.Montagna....etc.